# Журавка (Новосибирская область)
Журавка — село в Чистоозёрном районе Новосибирской области России. Административный центр и единственный населённый пункт Журавского сельсовета.

## География
Расположено в Барабинской низменности, в 9 километрах к югу от посёлка городского типа Чистоозёрное, в котором есть станция на железной дороге Татарская — Карасук.

## История
Село основано в 1896 году.

## Население
| 1996 | 2002  | 2007  | 2010 | 2012 | 2013 | 2014 |
| ---- | ----- | ----- | ---- | ---- | ---- | ---- |
| 1100 | ↘1091 | ↗1143 | ↘958 | ↘930 | ↘907 | ↘887 |
| 2015 | 2016  | 2017  | 2018 | 2019 | 2020 | 2021 |
| ↘882 | ↘877  | ↘872  | ↘855 | ↘854 | ↘830 | ↘815 |

Журавка занимает 3-е место по численности населения среди всех населённых пунктов Чистоозёрного района.

## Экономика
- Колхоз имени Мичурина. Специализация: зерноводство. Основная продукция: зерно, свинина, подсолнечник, овощи открытого грунта, молоко. Численность работников — 263 человека.[16]

## Достопримечательности
В селе есть Дом культуры, который включает в себя картинную галерею, расположенную на втором этаже. Основу коллекции галереи составили 36 картин художников, побывавших в Чистоозёрном районе в 1959 году. Коллекцию не удалось разместить в Чистоозёрном и председатель колхоза Куриленко И. А. в 1963 году открыл галерею в Журавке. По данным на 2000 год картинная галерея состоит из двух залов и включает в себя 176 работ, в основном, советских художников. В галерее содержатся работы Н. Н. Жукова, И. В. Титкова, В. В. Титкова, К. Н. Щекотова, новосибирского художника П. Л. Поротникова, омского художника А. П. Фокина, местного художника В. Д. Войтова.